# Gallmilben
Die Gallmilben (Eriophyidae) bilden eine Familie in der Unterklasse Milben (Acari).

## Merkmale
Die Gallmilben haben nur zwei Beinpaare, was sie von den übrigen Milben unterscheidet, welche normalerweise vier  Beinpaare besitzen. Der Körper ist langgestreckt, wurmförmig und geringelt oder mit vielen Rückenplatten ausgestattet. Der Darm ist einfach, Aussackungen des Darms sind nicht vorhanden. Herz und Kreislaufsysteme sind nicht vorhanden, was die sehr geringe Körpergröße ermöglicht. Die Cheliceren werden zum Saugen eingesetzt. Die Gallmilben sind sehr klein, die Größten erreichen eine Länge von 0,3 mm, die Kleinsten 0,08 mm.

## Schadbild
Der Name Gallmilben kommt von den vielseitigen Auswüchsen, die sie an verschiedenen Pflanzen hervorrufen können und Gallen genannt werden. Es kann sich u. a. um sogenannte Wirrzöpfe an Weiden, Filzrasen, kleine Hörnchen, Hexenbesen und Nagelgallen handeln. Unter Umständen können sie starke Schädigungen an den Wirtspflanzen hervorrufen. So hindert z. B. die Brombeergallmilbe (Acalitus essigi) einzelne Früchte der Brombeeren zu reifen, diese unreifen Früchte bleiben teilweise oder ganz rötlich gefärbt. Bei der Schwarzen Johannisbeere und der Haselnuss können Gallmilben die Bildung großer Rundknospen hervorrufen. Auch können Krankheiten von manchen Arten der Gallmilben übertragen werden, so z. B. kann die Johannisbeergallmilbe (Cecidophyophis ribis) die Viren der Brennnesselblättrigkeit übertragen.

## Ökologie
Die Verbreitung geschieht durch Wind. Die Überwinterung erfolgt meist unter Knospenschuppen. Das Verhältnis der Geschlechter ist meist nicht 1:1, es gibt mehr weibliche Exemplare als männliche, oft ist Saisondimorphismus vorhanden. Die Entwicklung über Larve und ein freies Nymphenstadium kann, wenn günstige Bedingungen herrschen, schon in 10–15 Tagen erfolgen. Dadurch kann es oft zu Massenvermehrungen kommen.

## Systematik

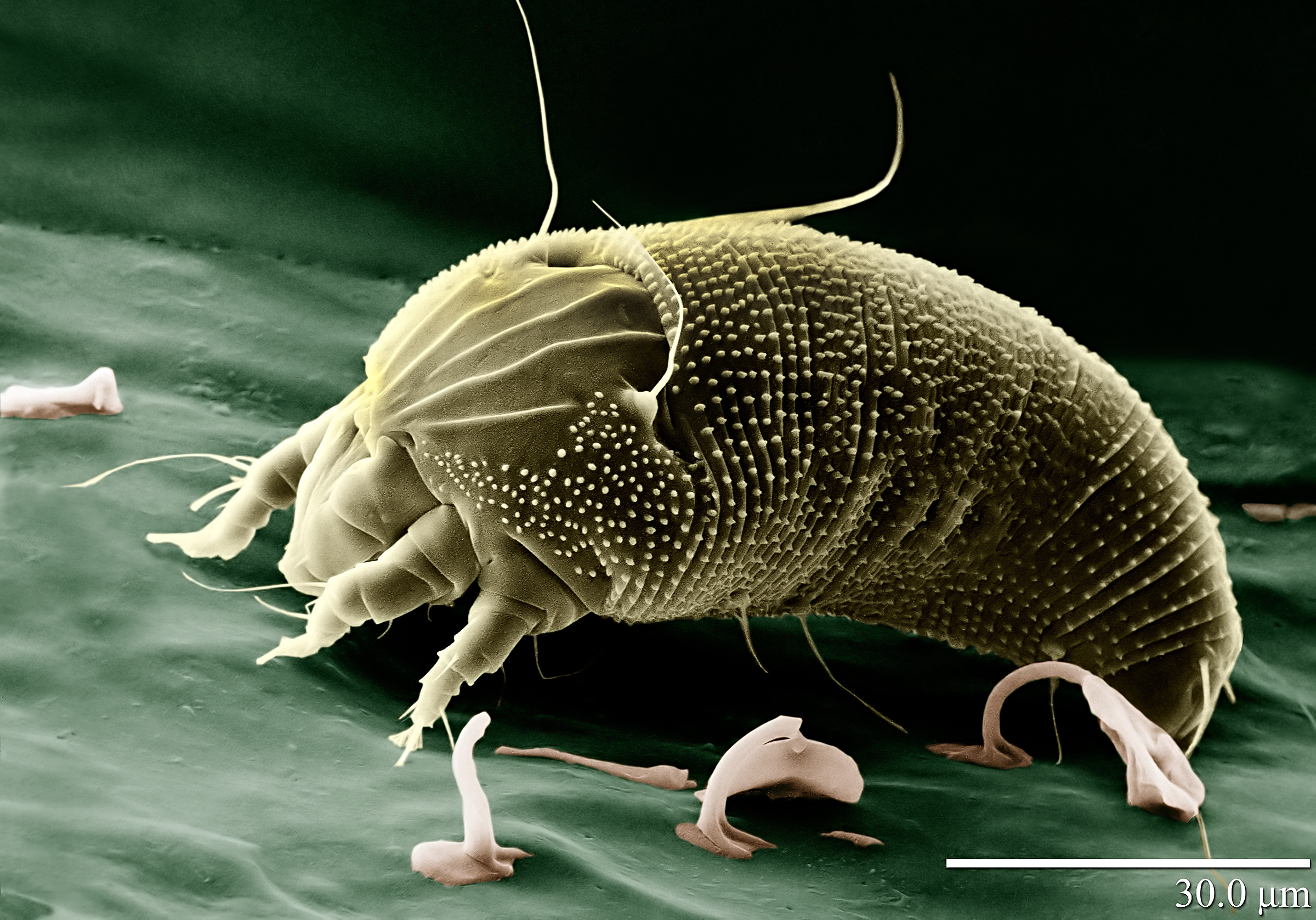
Aceria anthocoptes

Die Familie der Gallmilben (Eriophyidae) zählt zu der Ordnung der Trombidiformes. Die Familie wurde von Alfred Nalepa im Jahre 1898 aufgestellt. 2013 waren 274 Gattungen mit über 3000 Arten beschrieben. Einige Beispielgattungen:
- Aceria
  - Aceria lateannulatus
  - Ahorn-Gallmilbe (Aceria macrorhynchus)
- Aculus
  - Apfelrostmilbe (Aculus schlechtendali)
- Eriophyes
  - Lindengallmilbe (Eriophyes tiliae)
- Epitrimerus